# Nor Heerkens
Norbertus Franciscus (Norbert, Nor) Heerkens (Tilburg, 19 april 1906 – aldaar, 4 mei 1991) was een Nederlands journalist, (hoofd-)redacteur en, schrijver van spannende jongensboeken.
Heerkens studeerde na het gymnasium Nederlands aan de Katholieke Leergangen in zijn geboortestad. Vanaf 1926 was hij werkzaam als redacteur van dag- en weekbladen, eerst bij Uitgeverij Helmond als redacteur van het dagblad De Morgen en het weekblad De Nieuwe Eeuw, en vanaf 1936 bij De Spaarnestad in Haarlem. Tijdens de Tweede Wereldoorlog raakte hij betrokken bij het illegale weekblad De Uitkijk, waarvan hij na 1945 ruim 25 jaar hoofdredacteur zou blijven.
Heerkens werd onder de naam Nor Heerkens bekend door een groot aantal succesvolle jongensboeken, waarvan hij de meeste schreef in de jaren dertig. Ze verschenen als zogenaamde kwartjesboeken in de reeks Nederlandsche Jeugdbibliotheek bij Uitgeverij Helmond: goedkoop uitgevoerde boeken uit de crisisjaren die door hun prijs, fl. 0,25, toch nog aangeschaft konden worden.
Na de oorlog schreef Heerkens nog een aantal novellen en romans voor volwassenen, waaronder een Brabantse streekromancyclus, onder de naam Norbert F. Heerkens.
Heerkens was getrouwd met Dorothea M.J.J. ( Dop) de Leuw. Zijn archief bevindt zich in het Regionaal Archief Tilburg.